# Camillo Di Pietro
Camillo Di Pietro, italijanski rimskokatoliški duhovnik, škof in kardinal, * 10. januar 1806, Rim, † 6. marec 1884, Rim.

## Življenjepis
16. junija 1839 je prejel duhovniško posvečenje. 8. julija istega leta je bil imenovan za naslovnega nadškofa, 14. julija je prejel škofovsko posvečenje in 30. julija istega leta je postal apostolski nuncij.
29. junija 1844 je postal apostolski internuncij, 24. septembra 1847 pa polni apostolski nuncij na Portugalskem.
19. decembra 1853 je bil imenovan za kardinala in pectore. 16. junija 1856 je bil povzdignjen v kardinala. Decembra 1858 je postal uradnik Rimske kurije.
15. aprila 1859 je bil ustoličen kot kardinal-duhovnik S. Giovanni a Porta Latina.
12. marca 1877 je postal kardinal-škof Porta e Santa Rufine, 15. julija 1878 pa Ostie.